# Liste der Mitglieder der Deutschen Akademie der Naturforscher Leopoldina/1652
Die Liste der Mitglieder der Deutschen Akademie der Naturforscher Leopoldina für 1652 enthält alle Personen, die im Jahr 1652 zum Mitglied ernannt wurden. Insgesamt gab es vier Gründungsmitglieder und acht neu gewählte Mitglieder.

## Mitglieder
| Nr. | Name                         | Beiname      | Geboren       | Aufnahme                    | Gestorben     | Bild                    |
| --- | ---------------------------- | ------------ | ------------- | --------------------------- | ------------- | ----------------------- |
| 01  | Johann Lorenz Bausch         | Jason I.     | 30. Sep. 1605 | 1. Jan. (Gründungsmitglied) | 17. Nov. 1665 | Johann Lorenz Bausch    |
| 02  | Johann Michael Fehr          | Argonauta I. | 9. Mai 1610   | 1. Jan. (Gründungsmitglied) | 15. Nov. 1688 | Johann Michael Fehr     |
| 03  | Georg Balthasar Metzger      | Americus     | 23. Sep. 1623 | 1. Jan. (Gründungsmitglied) | 9. Okt. 1687  | Georg Balthasar Metzger |
| 04  | Georg Balthasar Wohlfahrt    | Alceus       | 11. Juni 1607 | 1. Jan. (Gründungsmitglied) | 31. Jan. 1674 |                         |
| 05  | Christoph Keiling            | Aeson I.     | 23. Juli 1599 | 28. Jun.                    | 3. Juni 1666  |                         |
| 06  | Valentin Andreas Möllenbrock | Pegasus I.   | 1. Juni 1623  | 28. Sep.                    | 8. Juni 1675  |                         |
| 07  | Gregor Horst                 |              | 20. Sep. 1626 | 28. Sep.                    | 31. Mai 1661  |                         |
| 08  | Johannes Pfautz              |              | 16. Apr. 1622 | 28. Sep.                    | 24. Mai 1674  |                         |
| 09  | Conrad Theodor Lüncker       |              | 25. Dez. 1622 | 30. Dez.                    | 30. Dez. 1660 | Conrad Theodor Lüncker  |
| 10  | Johann David Wilhelmi        |              | 1619          | 30. Dez.                    | 12. Okt. 1671 |                         |
| 11  | Andreas Wolf                 |              | 25. März 1615 | 30. Dez.                    | 12. Mai 1661  |                         |
| 12  | Johann Martin Uhl            |              | 1618          | 30. Dez.                    | 1666          |                         |